# Розподіл Танга
Розподіл Танга (рос. распределение Танга, англ. Tung distribution) — у хімії полімерів — безперервний розподіл з диференційною
функцією розподілу за масами у формі:
fw(x) = abxb–1exp(– axb)dx,
де х — параметр, що характеризує довжину ланцюга, такий як відносна молекулярна маса або ступінь полімеризації, a, b — емпіричні параметри.